# Karangan (Kepoh Baru)
Karangan is een bestuurslaag in het regentschap Bojonegoro van de provincie Oost-Java, Indonesië. Karangan telt 3249 inwoners (volkstelling 2010).